# 아이돌마스터 XENOGLOSSIA
《아이돌 마스터 XENOGLOSSIA》(アイドルマスター XENOGLOSSIA)는 선라이즈가 제작한 일본의 로봇 애니메이션이다. 텔레비전 애니메이션으로서 2007년 4월부터 동년 9월에 걸쳐 전 26화가 방송되었다.
반다이남코게임즈의 아케이드 게임 「THE IDOLM@STER」를 원안으로 하여, 동작의 미디어 믹스 기획 「PROJECT IM@S」의 일환으로서 제작된 작품이다. 캐치 카피는 「당신의 아이돌이 되고 싶어요…」.

## 개요
원안인 아이돌 육성 게임으로부터 노선을 크게 전환해, 스타·시스템적으로 등장 인물을 답습하면서도, 독자적인 설정과 스토리를 그린 작품. 달이 붕괴한 미래의 지구를 무대로, 「iDOL」(아이돌)이라고 불리는 운석 제거 로봇을 조종하는 소녀(아이돌 마스터)들의 모습을 그린다. 텔레비전 애니메이션의 본방송과 동시에 @nifty에서 본편의 인터넷 전달도 행해졌다.
반다이 남코 그룹의 통합 발족 후, 「마이-HiME」시리즈를 다루는 구 반다이 산하의 선라이즈 제8스튜디오가 처음으로 다룬 남코 작품의 오리지널 애니메이션이다. 제작에는 「마이-HiME」 「마이-오토HiME」의 각 화 연출·작화 감독 등을 맡은 제작 스태프가 참가하여, 콘셉트는 「아이돌 마스터의 캐릭터로의 「마이-HiME」」라고 여겨진다. 본작에 이용되는 스타·시스템, 즉 캐릭터를 배우로 내세우고, 무대가 다른 작품에서 다른 역할을 연기하는 수법은 「마이-오토HiME」로부터 본작으로 도입된 요소다.
타이틀 「XENOGLOSSIA(제노그라시아)」의 의미는, 본작의 프로듀서를 맡은 후루사토 나오타케에 의하면 요정이나 정령 또는 초자연적인 존재의 말을 이해하는 무녀를 가리키는 것이라고 하여, 공식 웹 사이트상에서는 「제노그라시아=요정」이라는 주석이 명기되어 있다. 다만 본래 “xenoglossia”란, 「진성이어(真性異言)」라고 번역되어 「배운 적이 없는 언어를 말하는 현상」을 가리킨다.
본작과 같이 「THE IDOLM@STER」를 원작으로 하는 텔레비전 애니메이션으로서는, A-1 Pictures에 의해서 제작된 2011년의 「THE IDOLM@STER」(TBS TV판 아이돌 마스터)이 있지만, 동작은 원작 게임판에 따른 세계를 재현한 내용이 되며, 원안 게임의 스타·시스템 작품인 본작과는 주요 등장 인물의 이름을 공유하지만, 설정이나 스토리에 전혀 관련이 없는 내용이다.

## 원작과의 차이
기본적으로 아이돌 마스터(게임)과 아이돌 마스터 XENOGLOSSIA는 스토리부터 차이가 난다. 원래의 스토리인 아이돌 스타로서의 육성과 한참 멀어진 기동전사 건담 시리즈와 같은 메카물이 되어버렸기 때문이다.
그리고 이미 아이돌 마스터(기존 문서)에서도 언급이 되어 있었지만 아케이드판에 기반을 두고 있어서 XBOX360의 추가 등장인물인 호시이 미키와 오토나시 코토리, 플레이스테이션 포터블판의 추가 등장인물인 시죠 타카네와 가나하 히비키, 닌텐도 DS판의 추가 등장인물인 히다카 아이, 미즈타니 에리, 아키츠키 료가 등장하지 않는다. 게다가 게임판과는 달리 TVA판 주제곡은 태고의 달인에 수록되지 않았다. 이런 이유로 인해 아이돌 마스터의 팬들은 아이돌 마스터 XENOGLOSIA를 아이돌 마스터 역사의 흑역사+실패작이라고 칭한다. TVA가 아니라 게임판 DLC(DownLoadable Content/다운로드 가능한 콘텐츠)로 나왔으면 아이돌 마스터 역사에 길이 남을 명작이 되었을지 모른다.

## 등장인물

### 몬덴킨트
아마미 하루카(天海 春香)
성우 - 이구치 유카
하기와라 유키호(萩原 雪歩)
성우 - 호리에 유이
미나세 이오리(水瀬 伊織)
성우 - 타무라 유카리
키쿠치 마코토(菊地 真)
성우 - 키타무라 에리
후타미 아미(双海 亜美)
성우 - 나즈카 카오리
후타미 마미(双海 真美)
성우 - 사이토 모모코
조셉 신게츠(ジョセフ・真月)
성우 - 나카타 카즈히로
미우라 아즈사(三浦 あずさ)
성우 - 사쿠라이 토모
무나카타 나제(宗方 名瀬)
성우 - 노토 마미코
다이도 나라바(大道 楢馬)
성우 - 오노 다이스케
스즈키 소레와(鈴木 空羽)
성우 - 타카하시 미카코
아키즈키 리츠코(秋月 律子)
성우 - 나카하라 마이
미나모토 치카코(源 千佳子)
성우 - 신도 나오미
야스하라 호타루(安原 蛍)
성우 - 유즈키 료카

### 트리아비타
키사라기 치하야(如月 千早)
성우 - 시미즈 카오리
리파(リファ)
성우 - 유카나

### 그 외
타카츠키 야요이(高槻 やよい)
성우 - 코시미즈 아미